# Eijun Kiyokumo
Eijun Kiyokumo, född 11 september 1950 i Yamanashi prefektur, Japan, är en japansk tidigare fotbollsspelare.